# 한국의 범죄

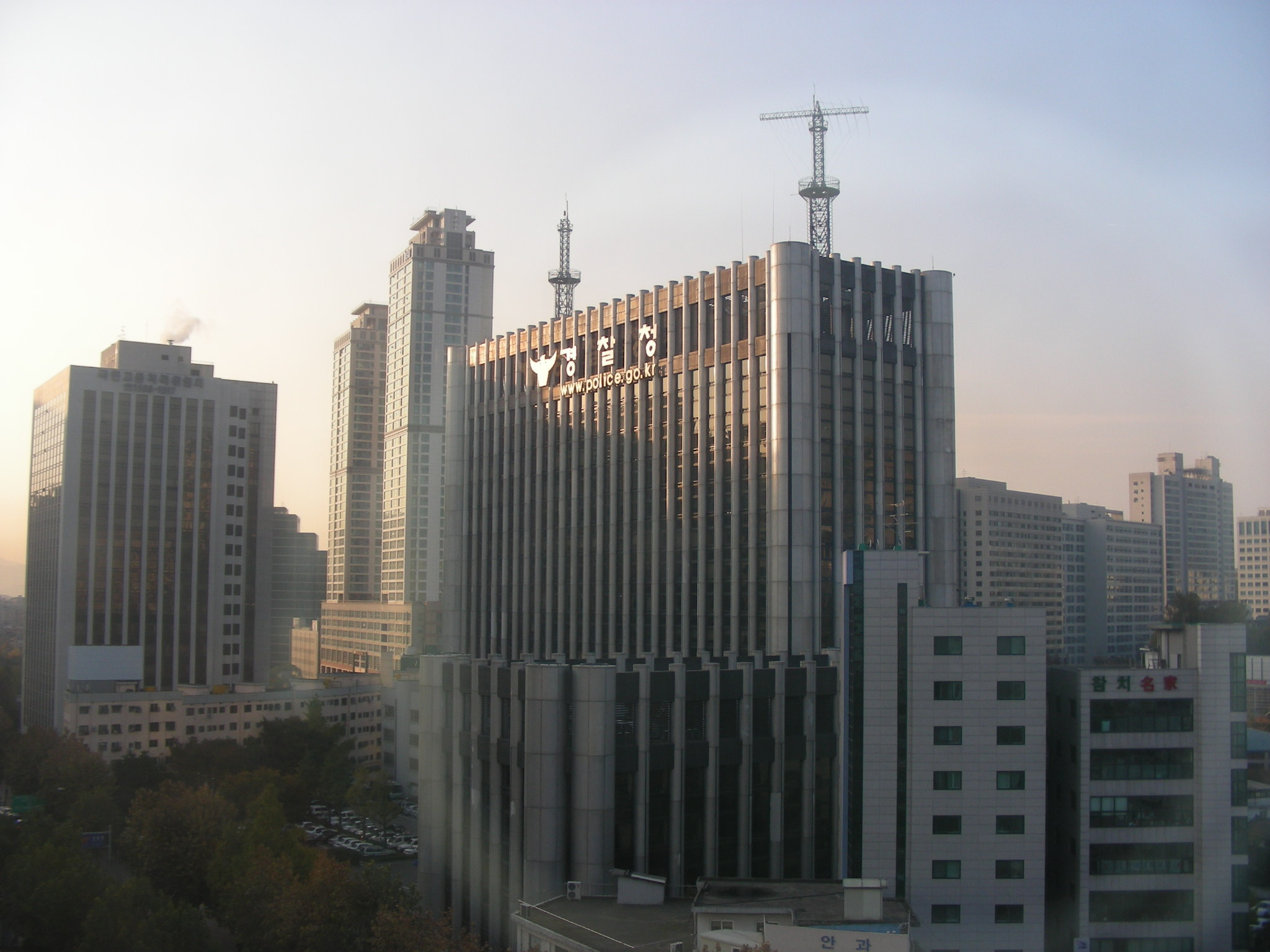
대한민국 경찰청 본부

한국의 범죄율은 세계에서 가장 낮다. 이 글은 한국의 범죄에 관한 글이며, 조직 범죄, 마약, 살인, 부패, 매춘, 성매매에 대한 글이 간단하게 작성되어 있다. 20세기 한국의 조직 범죄는 성장과 형태, 발전 내용에 대해 소개하며, 이후의 다른 범죄에 대한 내용들도 소개한다.

## 개요
한국의 범죄율은 선진국에 비해 낮지만 2007년 범죄율은 1978년에 비해 약 2.9배 증가했으며, 총 범죄 건수는 513,165건에서 1,965,577건으로 증가했다. 경우에 따라 상황의 급격한 변화로 인해 범죄율이 단기적으로 변동하는 경우가 있다. 예를 들어 범죄율은 1997년 아시아 금융 위기 이후 15% 증가했으며, 2002 FIFA 월드컵의 처음 10일 동안은 21% 감소했다. 상대적으로 부유한 지위와 치안이 허술하다는 인식 때문에 외국 범죄자들이 국내를 노리는 것도 문제도 있다. 우리나라 전체 범죄의 1.4%가 외국인 범죄인데, 전체 인구의 3.5%가 외국인이라는 점을 감안하면 낮은 수준이다. 자서전 'Undesirables'에서 영국 범죄자 Colin Blaney에 따르면 영국, 캐나다, 미국 및 독일 범죄자들이 영국을 표적으로 삼고 있다.

## 조직 범죄
한국은 1953년 한국전쟁이 끝난 이후 극적인 사회적, 경제적, 정치적 격변을 겪었다. 이러한 변화로 인해 최근 몇 년 동안 범죄가 증가하여 한국의 주요 문제가 되었다. 대부분의 증가는 조직화된 집단과 관련된 폭력 및 불법 활동의 형태로 나타났다.
한국전쟁 이후 대규모 경찰과 군대의 주둔으로 국내 조직범죄의 확산이 둔화되면서 한국은 국제범죄조직에 대해 거의 면책을 받았다. 외부 충돌이 없는 한국의 조직 범죄는 성장할 수 있는 이점이 있었지만, 한반도의 위치 때문에 러시아, 일본 및 중국의 많은 외부 단체들이 한국에서 더 많은 불법 활동에 참여하기 시작했다.
1950년대의 정치적 혼란 속에서 다수의 조직폭력배들이 등장하여 유흥가에서 영향력을 행사하게 되었다. 곧 이 단체들은 정치인들과 연합하기 시작했고, 위험으로부터 그들을 보호하고 조직적인 폭력을 사용하여 경쟁하는 정치인들의 정치 집회를 방해했다. 이러한 특정 집단은 소위 "정치 갱단" 또는 "악당"이었다.
전후 조직범죄는 대한민국의 수도인 서울을 중심으로 시작되었다. 두 개의 주요 갱단이 형성되었는데, 첫 번째는 남한 출신의 조직원들로 구성된 “종로파”로 알려져 있고, 두 번째는 평안도 지방 출신으로 구성된 “명동파”로 알려져 있다. 이 두 갱단은 서울 북부에 대한 지배권을 주장했다. 군부가 장악한 1961년부터 1963년까지 13,000명의조직폭력배들이 체포되어 조직화된 갱단은 거의 자취를 감췄다(Lee, 2006). 1970년대에는 공공 규율과 통제가 완화되었고, 조직 범죄의 기회가 다시 나타났다. 이에 따라 서울권에 위치한 '신상사파'와 서울 무교동 일대의 '호남파'라는 두 개의 새로운 집단이 등장하게 된다. 1975년에 두 집단 사이에 영토를 둘러싼 격력한 싸움이 있었고 신파가 승리하면서 끝이 났.
한국의 전통적인 범죄 집단 싸움은 손과 발, 머리로 싸워 죽음에 이르는 경우가 거의 없었다. 칼과 금속 막대는 1970년대에 와서야 무기로 등장하기 시작했다. 오늘날 한국 사회에서 총, 칼을 소지한 사람은 아무도 없기 때문에 전통 범죄 집단이 무기를 사용하지 않은 이유를 설명할 수 있다.
1979년 박정희 대통령 시해 이후 계엄령 선포에 따라 '사회악 근절을 위한 특단의 조치'가 시행되면서 조직범죄가 줄어들었다. 그러나 편안한 분위기 속에서 이 범죄 조직들은 재결합하여 다시 번성했다(Lee, 2006). 1985년 아시안 게임과 1988년 서울 하계 올림픽을 계기로 세계적 확장이 가능해졌고 범죄 집단은 급속한 경제 발전의 기회를 이용했다. 한국 정부의 개방 및 세계화 정책을 이용하여 이들 범죄 집단은 일본, 중국, 홍콩 및 미국의 범죄 집단과 연합을 형성하기 시작했다.
1990년 한국 정부는 범죄 조직의 폭력적이고 비폭력적인 행위를 단속하기 위해 "범죄와의 전쟁"을 선포했다. 1990년 가을의 기습은 기존의 범죄 집단 대부분을 무력화시켰지만 파괴하지는 않았다. 범죄 집단의 수를 더 잘 통제하기 위한 한 가지 방법으로 한국 정부는 범죄 조직을 구성하거나 가입하는 것을 불법으로 규정했다. 대검찰청 통계에 따르면 1999년 대한민국에는 10명에서 88명에 이르는 404개의 조직범죄 집단에서 11,500명 의 조직원이 있었다.
경제 성장과 세계화 추세에 따라, 한국의 조직 범죄 조직은 규모가 커지고 활동 영역이 넓어졌다. 이러한 국제적 연계에는 마약 밀매, 금융 사기, 무기 밀매, 인신매매가 포함되기 시작했다. 조직화된 초국가적 범죄는 한국 정부뿐만 아니라 국제사회의 주요 관심사가 되었다.

## 마약
한국에서 마약을 사용하는 것은 범죄가 덜하지만, 한국에서는 여전히 마약 관련 범죄가 있다. 마약 관련 범죄는 대부분 강남구와 용산구에서 발생한다. 2013년 강남권 마약 관련 범죄는 129건, 용산권 마약 관련 범죄는 48건이 신고되었다.
강남구청 관계자는 “마약은 주로 동호회 네트워크를 통해 유통되는데, 강남에서는 유학생과 동호회 운영자들이 상대적으로 돈벌이가 쉬운 마약 거래에 가담하는 경향이 있다”고 말했다.
대검찰청에 따르면 2011년 마약사범으로 검거된 사람은 7011명으로 전년보다 7% 감소했다. 이에 비해 미국은 2010년에 인구 차이를 감안해도 한국의 36배가 넘는 160만 건 이상의 마약 단속을 했다. 가장 흔한 약물은 Crystal Meth라고도 알려진 Crystalline Methamphetamine이다.
Crystal Meth는 가장 일반적으로 사용되는 약물로 남아 있으며 대부분의 약물 관련 체포를 설명한다. 잘 알려진 다른 약물은 엑스터시와 같은 클럽 약물이다. 이들은 대학생들 사이에서 계속해서 인기를 얻고 있다. 그러나 메스암페타민은 여전히 한국인들이 선호하는 약물이다.

## 살인
한국에서 살인은 드물다. 강서구와 영등포구는 살인사건이 가장 많이 발생하는 대표적인 지역이다. 2013년 강서구 살인사건은 21건, 영등포구 살인사건은 11건이었다. 이 두 지역은 저소득 시민과 외국인 근로자가 많이 거주하는 수도 서울의 남서쪽에 위치하고 있다.
곽대경 동국대 경찰행정학과 교수는 “이 지역에는 아직 한국 사회에 적응하지 못한 외국인이 많고, 이들 지역에는 경제계층이 낮은 시민들이 많아 경제 경쟁에 어려움을 겪고 있고, 오랜 기간의 문화적 동화라는 측면에서, 사람들이 좌절감과 빈번한 경찰 조치의 필요성 때문에 폭력 범죄를 저지르는 문제가 있다.”고 말했다.

## 부패
한국은 2013년 국제 부패 인식 순위에서 한 단계 하락한 177개국 중 46위를 기록했다. 국제투명성 기구(TI)가 발표한 2014년 부패인식지수(CPI)에 따르면 한국은 100점 만점에 55점을 받았다. 부패 인식 지수 . 이 지수는 행정 및 공공 부문에서 국가의 부패 수준에 대한 질적 평가를 보여주며 전 세계 국가별로 상대적인 부패 정도를 매년 보여준다. 각국 전문가들의 여론조사 데이터를 활용한다. 최근 국가정보원장을 비롯한 다수의 고위 공직자들이 뇌물수수 혐의로 기소되면서 국가 법집행기관의 명성이 실추됐다.
한국행정연구원이 중소기업과 대기업을 대상으로 실시한 설문조사에서 2010년 고위공직자의 부패가 심각하다고 응답한 비율은 86.5%로, 조사를 시작한 2000년 이후 최고치를 기록했다. 국제투명성기구(TI)는 한국의 2010년 부패인식지수(Corporate Perspective Index)에서 5.4점을 부여했는데, 이는 매우 부패한 것과 매우 깨끗한 것 사이의 중간 수준이다. 이는 한국이 보츠와나, 푸에르토리코, 폴란드와 같은 국가 및 영토와 어깨를 나란히 하지만 한국이 모방하고자 하는 많은 선진국보다는 훨씬 낮은 순위이다.

## 매춘
한국에서 성매매는 불법이지만 한국여성개발원 여성부에 따르면 2007년 한국의 성매매 규모는 14조 원(130억 달러 )에 달하는 것으로 추산된다. 2003년 한국형사연구소는 한국 여성 25명 중 1명인 26만명이 성매매에 종사하고 있다고 발표했다. 그러나 한국페미니스트협회는 한국 여성이 51만4000~120만 명이 성매매에 종사하고 있다고 주장했다. 또한 연구소의 유사한 보고서에 따르면 20대 남성의 20%가 적어도 한 달에 4번 성관계 비용을 지불하고 매일 358,000명의 매춘부를 방문한다고 있다.
성매매 거래는 2002년 1억 7천만 건에서 2007년 약 9천 4백만 건으로 감소했다. 같은 기간 성매매 여성은 18% 감소한 26만9000명이다. 성매매 거래액은 2002년 24조원에서 14조원을 넘어섰다. 법적 제재와 경찰의 단속에도 불구하고 매춘은 계속 번성하고 있으며 성노동자들은 국가의 활동에 적극적으로 저항하고 있다.

## 성매매
한국과 외국의 여성과 소녀들은 한국에서 성매매 의 피해자가 되어 왔다. 그들은 강간을 당하고 매춘 업소, 사업체, 집, 호텔 및 전국의 다른 장소에서 신체적, 정신적 피해를 입었다.

## 같이 보기
- 한국의 개요
- 치존 패밀리
- 개구리 소년들
- 화성연쇄살인사건
- N번방 사건
- 강호순
- 깡패
- 유영철
- 우범곤